# Xã Cooper, Quận Aurora, South Dakota
Xã Cooper (tiếng Anh: Cooper Township) là một xã thuộc quận Aurora, tiểu bang Nam Dakota, Hoa Kỳ. Năm 2010, dân số của xã này là 20 người.